# Batillipes philippinensis
Batillipes philippinensis är en djurart som tillhör fylumet trögkrypare, och som beskrevs av Chang och Rho 1997. Batillipes philippinensis ingår i släktet Batillipes och familjen Batillipedidae. Inga underarter finns listade i Catalogue of Life.